# 우기 부기

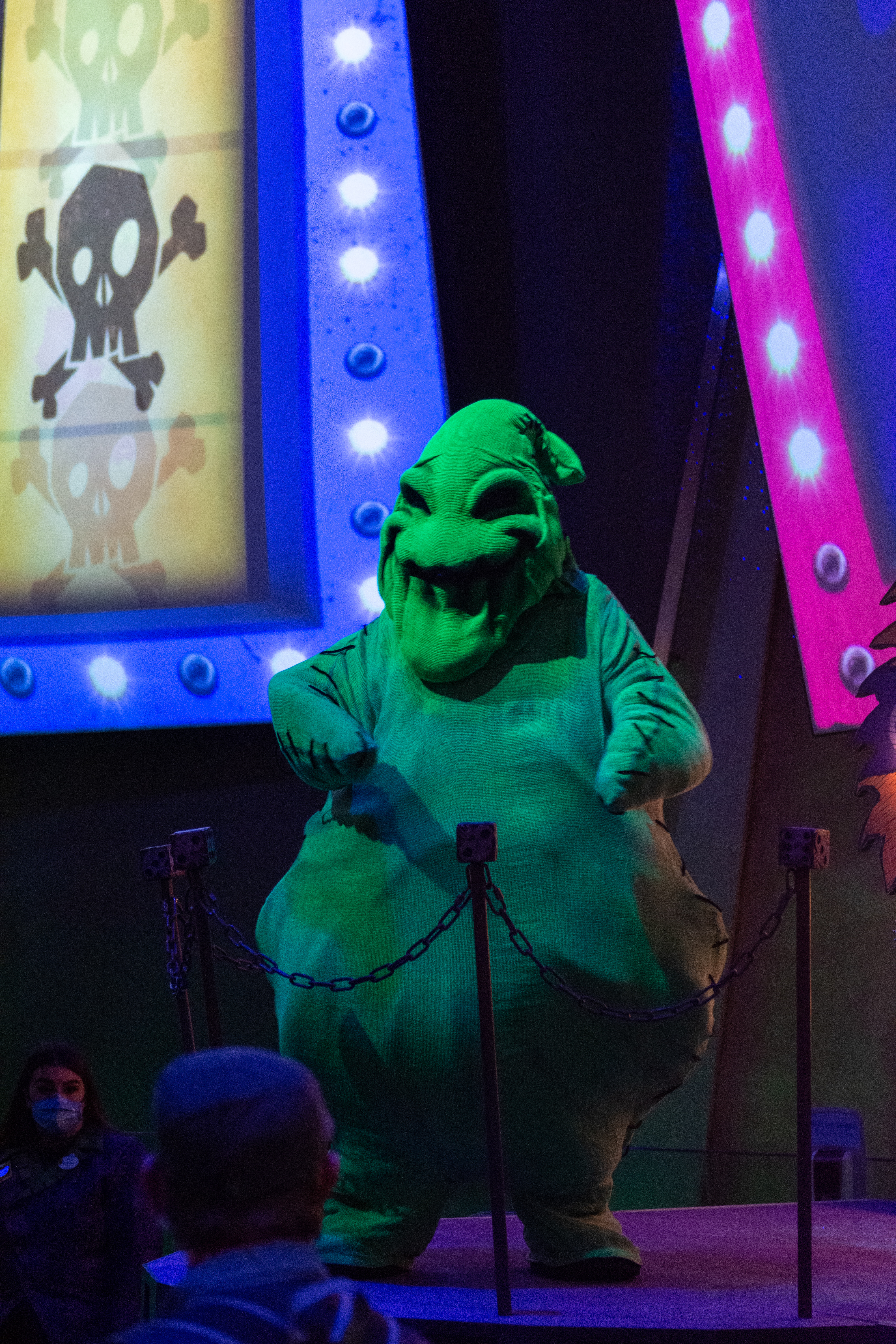

우기 부기(영어: Oogie Boogie)는 영화 '팀 버튼의 크리스마스 악몽'의 등장 캐릭터.
할로윈 타운 악당이고 그림자의 지배자를 자칭한다. 이카 사마가 자신있는 도박꾼이고, 디즈니 빌런 굴지의 교활 함, 잔인, 악, 힘을 겸비하고있다.